# Tunis Open 2005
Il Tunis Open 2005 è stato un torneo di tennis facente parte della categoria ATP Challenger Series nell'ambito dell'ATP Challenger Series 2005. Il torneo si è giocato a Tunisi in Tunisia dal 25 aprile al 1º maggio 2005 su campi in terra rossa.

## Vincitori

### Singolare
Gaël Monfils ha battuto in finale  Fabrice Santoro con il punteggio di 7–5, 3–6, 7–6(9)

### Doppio
Tomas Behrend /  Robert Lindstedt hanno battuto in finale  Marco Chiudinelli /  Jean-Claude Scherrer con il punteggio di 3–6, 6–1, 6–3